# Lamastre
Lamastre, okzitanisch La Mastra, ist eine französische Gemeinde mit 2.336 Einwohnern (Stand 1. Januar 2022) im Département Ardèche in der Region Auvergne-Rhône-Alpes. Sie gehört zum Arrondissement Tournon-sur-Rhône.

## Geografie
Lamastre liegt in den östlichen Ausläufern des Zentralmassivs, am Fluss Doux, in den hier die Zuflüsse Sumène und Grozon einmünden. Die Gemeinde ist 2545 Hektar groß, der tiefste Punkt liegt bei 342 Meter, der höchste bei 833 Meter.

## Geschichte
Lamastre entstand im Jahr 1790 durch die Zusammenführung der Gemeinden Macheville, La Mastre und Retourtour.

### Bevölkerungsentwicklung
| Jahr                       | 1962 | 1968 | 1975 | 1982 | 1990 | 1999 | 2006 | 2016 |
| Einwohner                  | 3228 | 3247 | 3058 | 3007 | 2717 | 2467 | 2520 | 2340 |
| Quellen: Cassini und INSEE |      |      |      |      |      |      |      |      |

## Verkehr

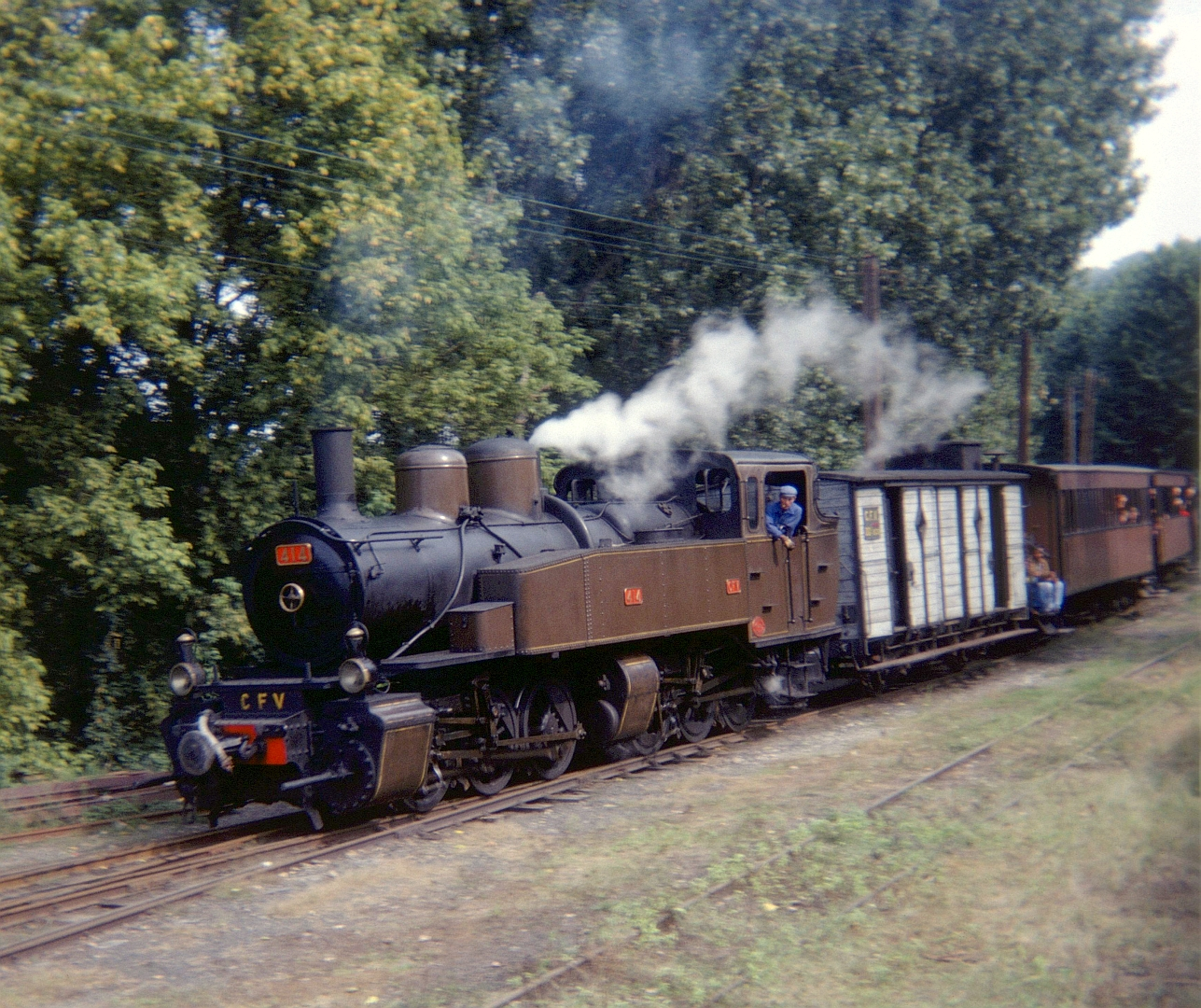
Dampfzug bei der Ankunft im Bahnhof

Der Ort besitzt einen Bahnhof an der Bahnstrecke Tournon–Le Cheylard, die im Abschnitt von Lamastre nach Le Cheylard stillgelegt ist und abgebaut wurde. Von Tournon kommend nutzt die Museumsbahn Train de l’Ardèche die Gleise.
Lamastre liegt abseits der Hauptachsen, die sich durch das etwa 30 Kilometer entfernte Tal der Rhone ziehen. Der nächste Bahnhof liegt in Valence, dort und in Tain-l’Hermitage gibt es Anschlussstellen der Autobahn A7. In etwa 40 Minuten ist mit dem Auto der TGV-Bahnhof Gare de Valence-Rhône-Alpes-Sud TGV erreichbar.
Hauptverkehrsader ist die Departementsstraße D533 von Valence nach Saint-Agrève. Von Tournon kommt die D524, die D236 führt in Richtung Annonay, die D578 nach Le Cheylard.

## Tourismus
Der Ort gilt als Tor zum Regionalen Naturpark Monts d’Ardèche (Parc naturel régional des Monts d’Ardèche).
Eineinhalb Kilometer von der Ortsmitte entfernt befindet sich der Drei-Sterne-Campingplatz Camping de Retortour.

## Sehenswürdigkeiten
- Bahnhof der Museumsbahn Train de l'Ardèche
- Ruinen der Burg Pécheylard aus dem 10. Jahrhundert
- Ruinen der Burg Retourtour aus dem 10. Jahrhundert, im 14. Jahrhundert zerstört

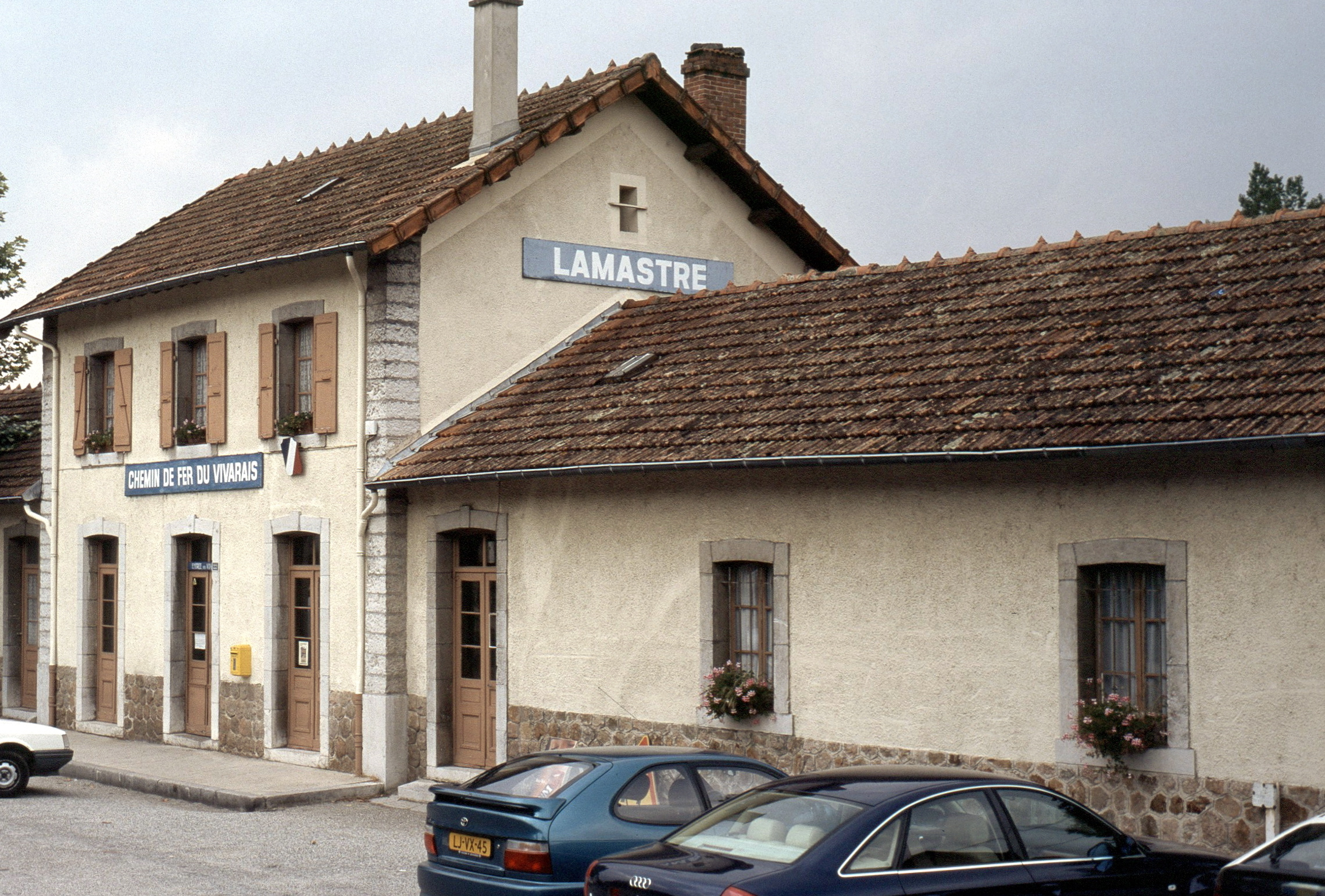
Bahnhof
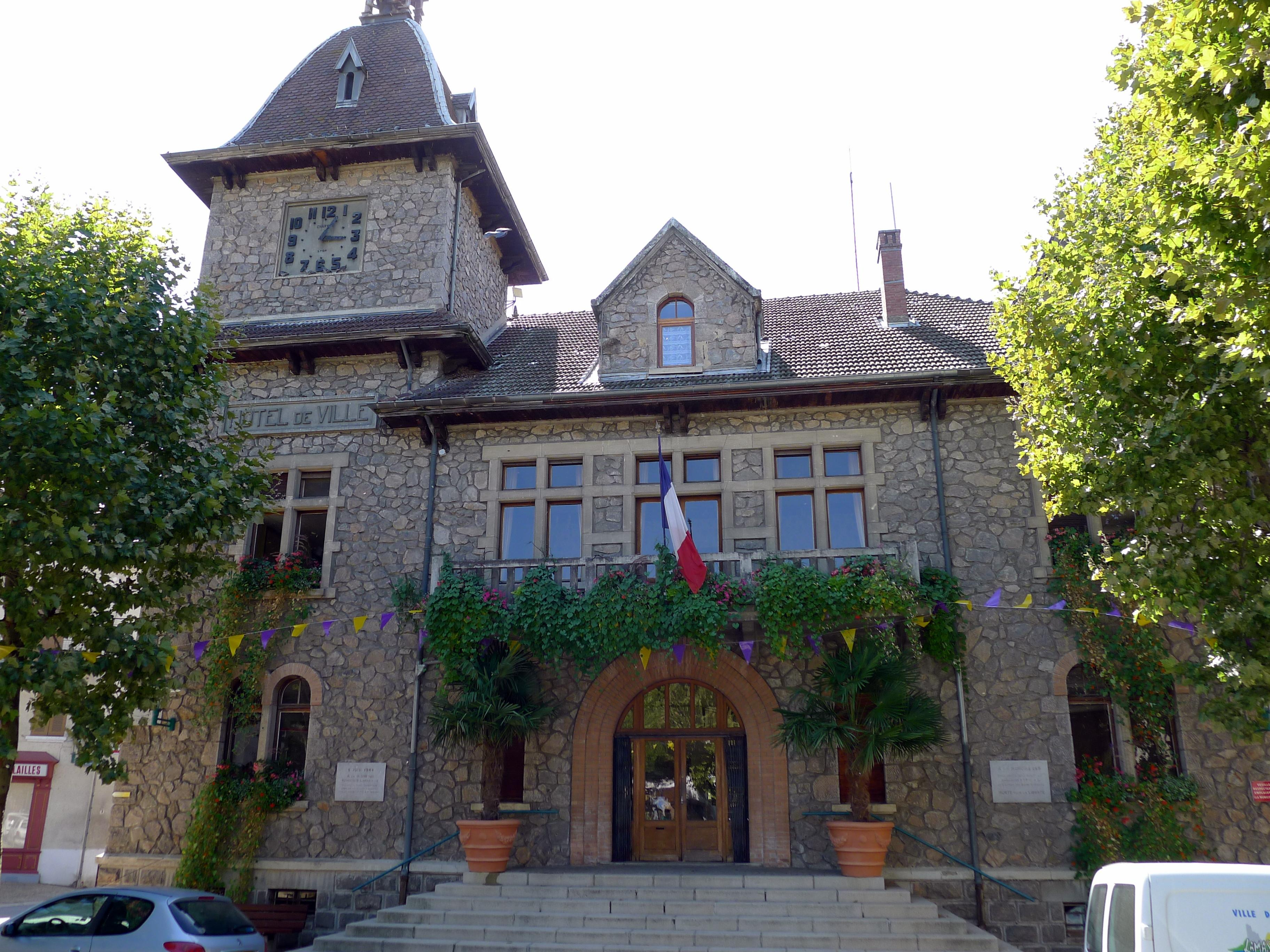
Rathaus
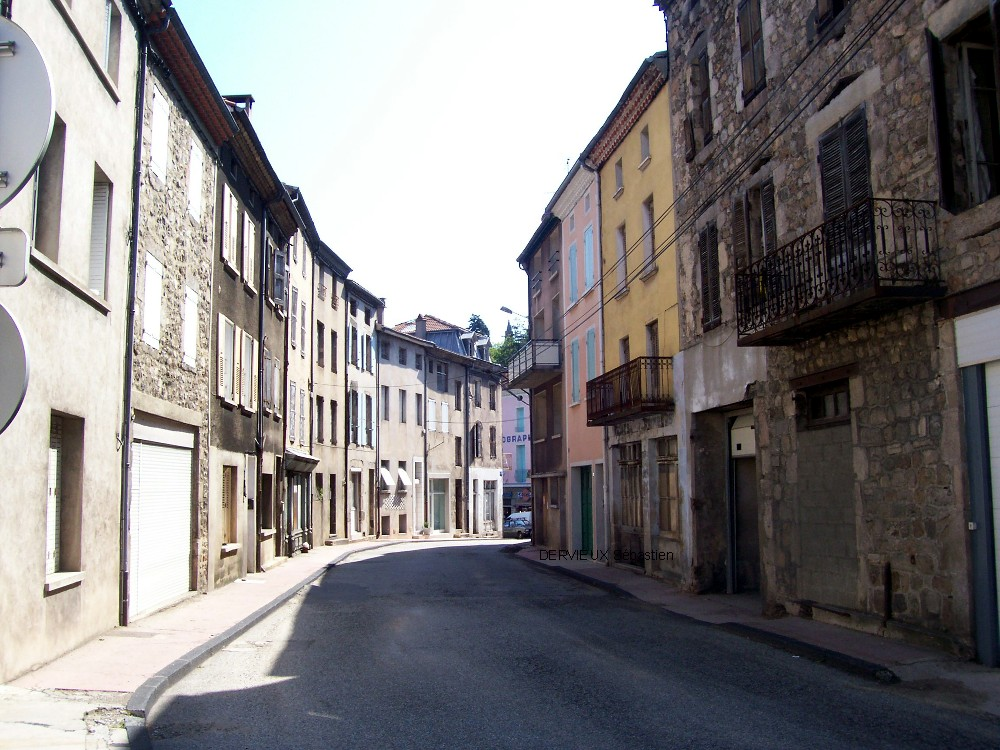
Rue Chalamet
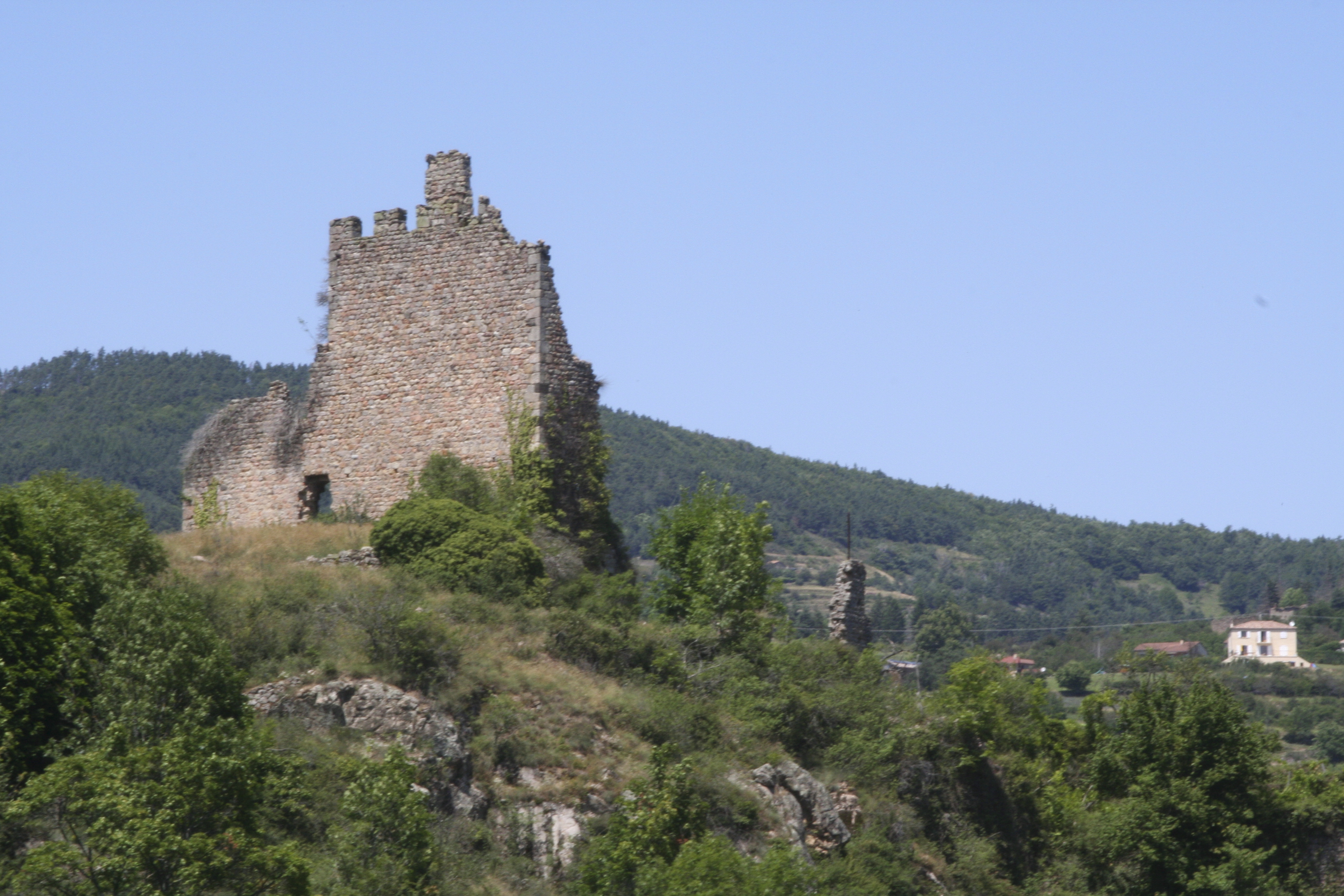
Burgruine Château Péycheylard
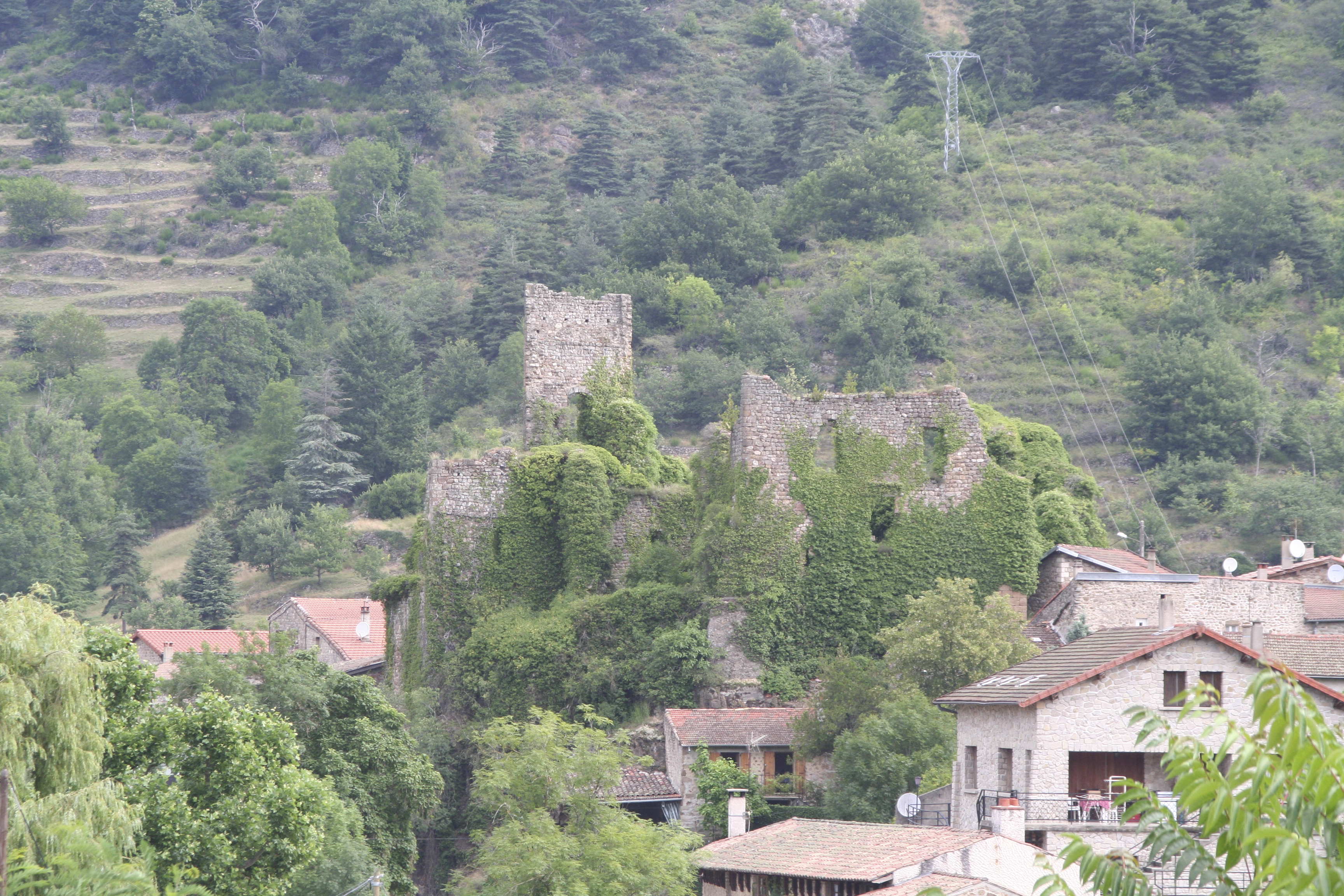
Burgruine Château de Retourtour